# Мерари
Мерари (ивр. מְרָרִי‎ — горечь, печаль) — согласно Библии, последний из трёх сыновей Левия. Имел двух сыновей:  Махли (מַחְלִי) и Муши (מוּשִׁי).
Хранению его потомков, мераритов, были вверены брусья Скинии, шесты, столбы, колья, верёвки и всё наружное устройство Скинии (Чис. 3:33—37):
...начальник поколения родов Мерари Цуриил, сын Авихаила; они должны ставить стан свой на северной стороне скинии;  хранению сынов Мерари поручаются брусья скинии и шесты её, и столбы её, и подножия её и все вещи её, со всем устройством их,  и столбы двора со всех сторон и подножия их и колья их и веревки их (Чис. 3:35—37).
Во владении семейства Мерари находился город Есевон.